# Dragi Deo
Dragi Deo (izvirno srbsko Драги Део) je naselje v Srbiji, ki upravno spada pod Občino Prokuplje; slednja pa je del Topliškega upravnega okraja.

## Demografija
V naselju živi 55 polnoletnih prebivalcev, pri čemer je njihova povprečna starost 60,6 let (56,1 pri moških in 63,3 pri ženskah). Naselje ima 31 gospodinjstev, pri čemer je povprečno število članov na gospodinjstvo 2,00.
To naselje je, glede na rezultate popisa iz leta 2002, večinoma srbsko.
|  |

| Demografija | Demografija     | Demografija     |
| Leto        | Št. prebivalcev | Št. prebivalcev |
| ----------- | --------------- | --------------- |
|             |                 |                 |
|             |                 |                 |
|             |                 |                 |
|             |                 |                 |
| 1948        | 413             |                 |
| 1953        | 404             |                 |
| 1961        | 322             |                 |
| 1971        | 229             |                 |
| 1981        | 175             |                 |
| 1991        | 101             | 101             |
| 2002        | 62              | 62              |
|             |                 |                 |

| Etnična sestava po popisu iz leta 2002 | Etnična sestava po popisu iz leta 2002 | Etnična sestava po popisu iz leta 2002 | Etnična sestava po popisu iz leta 2002 | Etnična sestava po popisu iz leta 2002 |
| -------------------------------------- | -------------------------------------- | -------------------------------------- | -------------------------------------- | -------------------------------------- |
| Srbi                                   | Srbi                                   |                                        | 50                                     | 80,64%                                 |
| Romi                                   | Romi                                   |                                        | 12                                     | 19,35%                                 |
| Neznano                                | Neznano                                |                                        | 0                                      | 0,0%                                   |